# Jack Lindblom
Jack Lindblom, född 16 mars 1922 i Stockholm, död 18 augusti 2011 i Västra Frölunda, var en svensk tecknare, målare och konsthistoriker.  

## Biografi
Lindblom, som var son till tandläkaren Sixten Carleson Lindblom (1898–1979) och Ebba Richter (1902–1990), studerade konst vid British Academy of Arts vid Via Margutta i Rom och vid Académie de la Grande Chaumière i Paris samt genom självstudier under resor till bland annat Italien, Frankrike, Nederländerna, Belgien, Österrike och Jugoslavien. Han ställde ut ett flertal gånger separat i sin egen ateljé i Göteborg och på Åsa folkhögskola. Tillsammans med Anna-Lisa Bringfelt ställde han ut på Lorensbergs konstsalong 1954 och han medverkade i samlingsutställningar i Göteborg och Billingsfors. Han medarbetade i Göteborgs-Posten med Grekland- och Italienartiklar som han illustrerade med egna teckningar. Hans konst består av figurer och landskapsskildringar, utförda i olja, akvarell, pastell, lavering eller tusch.
Lindblom var även filosofie licentiat i konstvetenskap och utgav en bok om vävda tapeter.